# Ивриим из Димоны

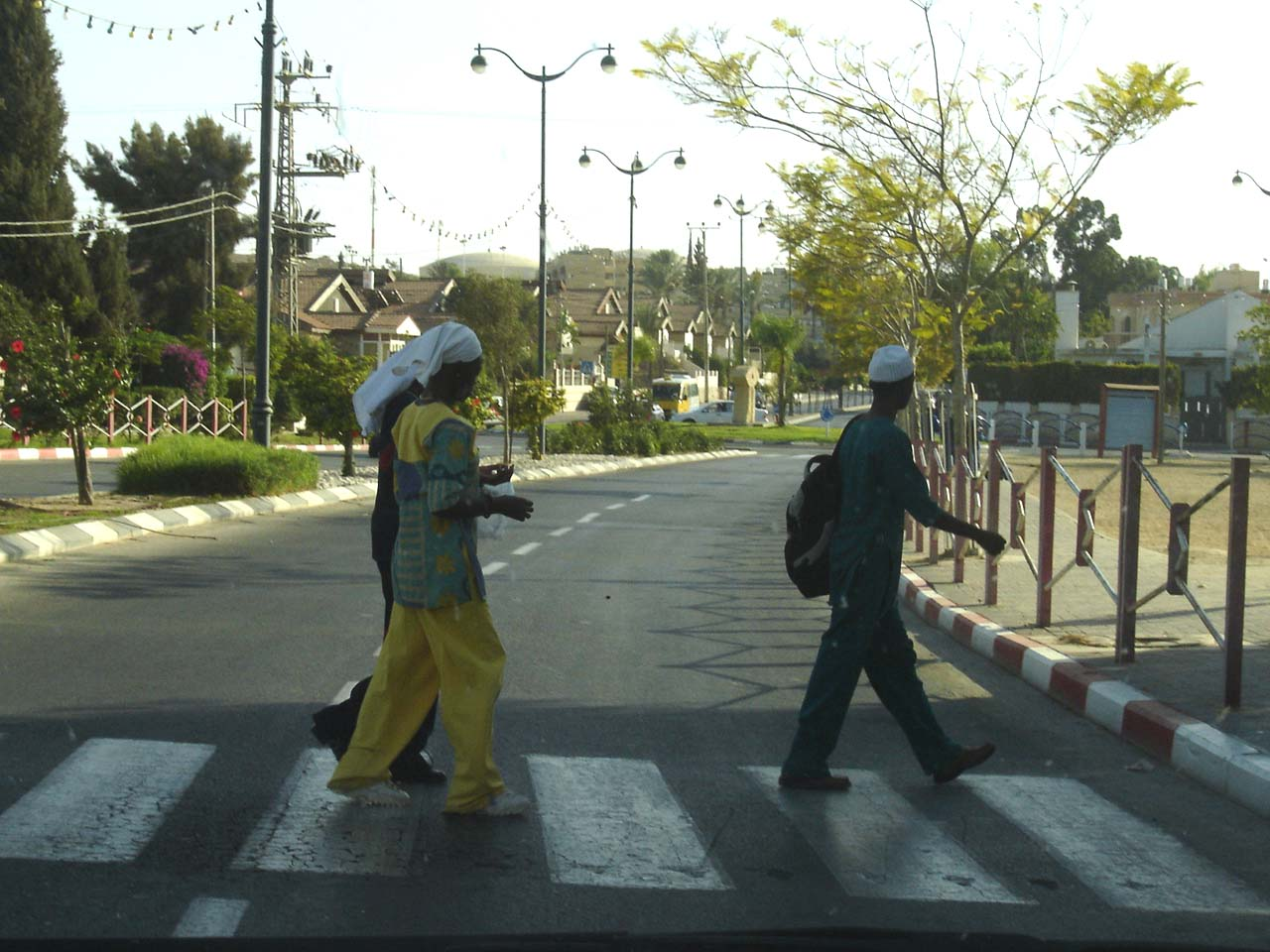
Ха-кушим ха-ивриим в Димоне

Ивриим из Димоны (самоназвание — African Hebrew Israelite Nation of Jerusalem; другое название — ха-кушим ха-ивриим (ивр. הכושים העבריים‎) — небольшая религиозная группа чёрных евреев. Большинство членов группы, насчитывающей более 2000 человек, живут в общине в Димоне. Члены общины придерживаются веганства и полигамных браков. Небольшие группы проживают также в Араде, Тверии и Мицпе-Рамоне. Они являются потомками афроамериканских иммигрантов из Иллинойса, которые в конце 1960-х годов переехали в Израиль.
Некоторые из них считают себя евреями, но основной иудаизм не считает их таковыми.

## Образ жизни
Большинство членов живут в общине в Димоне в домах с участками земли. Эта община принимает сотни посетителей в год. Община является сторонниками веганской диеты и воздержания от алкоголя (кроме вина собственного производства) и лекарств. Им принадлежит сеть ресторанов, которые производят и подают веганские блюда (например, соевые продукты и сейтан), который выращивают члены общины. Община выступает за полигамные браки; образ их жизни характеризуется взаимной помощью.
Группа строит свой образ жизни на собственной интерпретации Торы. Как и караимы, члены группы не принимают раввинской традиции. Кроме праздников, упомянутых в Торе, они празднуют два дополнительных праздника. Один в середине мая, и он знаменует исход общины из Соединённых Штатов Америки в Либерию, а другой — в конце февраля — он направлен на усиление единства в общине. Члены общины постятся каждую субботу; они объясняют это аналогией с заповедью шмита, согласно которой земля «отдыхает» раз в семь лет.